# Shota Koide
Shota Koide (født 29. september 1981) er en japansk professionel fodboldspiller.
Han har spillet for flere forskellige klubber i sin karriere, herunder Sagan Tosu, Gainare Tottori og Grulla Morioka.